# Think About Mutation
Think About Mutation (TAM) — немецкий индустриальный кроссоверный музыкальный проект. Он образовался в 1992 году.

## История
Группа существовала примерно десятилетие (с 1992 по 2002 годы) и служит эталоном микширования элементов rave/techno, тяжёлых гитарных рифов. Звучание Think About Mutation очень сильно повлияло на современную танцевальную музыку электронного направления с гитарами.
Think About Mutation выпустили 5 альбомов и 6 синглов.
В 2006 году два бывших участника группы основали новый проект под названием The Sonic Boom Foundation.

## Дискография

### Альбомы
- Motorrazor (Dynamica 1993)
- Housebastards (Dynamica 1994)
- Hellraver (Dynamica 1996)
- Virus (Motor / Universal 1997)
- Highlife (Motor / Universal 1999)

### EP
- MotorRazor 96 (1996)
- Reflect It (1997)
- Visions (1997)
- Irregular (1998)
- Trash / Flash (1998)
- Two Tribes (1999)

### Сборники
- A Label Introduction (CD), Gasoline, Machinery Records, Dynamica, 1995
- New Industries (Comp) ◄ (2 versions), Kerosene, Dynamica, 1995
- Machinery Vol. 1 (Cass), River, Koch International, 1996
- Best Of + One (2xCD, Ltd), Motorrazor 96, Machinery Records, 1997
- Moonraker Vol. 3 (2xCD, Comp), Kerosene, Sub Terranean, 1997
- Motor Info CD November 97 (CD, Promo), Reflect It, Motor Music, 1997
- Off Road Tracks Vol. 4 (CD, Comp, Promo, Car), Powered States, Metal Hammer (Germany), 1997
- Pop.Komm 97 (CD, Promo), Visions Over Me, Motor Music, 1997
- Crossing All Over! — Vol. 7 (2xCD, Comp), Irregular, , Universal, 1998
- Motor Info CD Januar 98 (CD, Promo), Irregular, Motor Music, 1998
- Zillo Festival Sampler 1998 (2xCD), Reflect It, Zillo, 1998
- Extrem Terror (CD + CD-ROM), Powered States, Nuclear Blast, 2000

### Клипы
- 1997 — Irregular[1]
- Think About Mutation - Two Tribes